# 格奥尔基·贝尔恰努
格奥尔基·贝尔恰努（羅馬尼亞語：Gheorghe Berceanu，1949年12月28日—2022年8月30日）是一名羅馬尼亞男子摔跤運動員。他曾代表羅馬尼亞參加1972年和1976年夏季奧林匹克運動會摔跤比賽，並獲得一枚金牌和一枚銀牌。他在1969年和1970年獲得世界冠軍，1970年、1972年和1973年獲得歐洲冠軍。贝尔恰努職業生涯的大部分時間都在Steaua București度過，後來在那裡擔任教練。
贝尔恰努在2022年8月30日去世，享年72歲。

## 外部連結
- 格奥尔基·贝尔恰努在United World Wrestling（英语）
- 格奥尔基·贝尔恰努在Olympedia（英语）
- 格奥尔基·贝尔恰努在Romanian Olympic and Sports Committee（罗马尼亚语）